# Jakob Jantscher
Jakob Jantscher (Graz, 8 januari 1989) is een Oostenrijks voetballer die doorgaans uitkomt als linksbuiten. Jantscher speelde tussen 2009 en 2016 in het Oostenrijks voetbalelftal.

## Clubcarrière

### Sturm Graz
Jantscher speelde in de jeugd van amateurverenigingen SC Unterpremstätten en LUV Graz. In 2003 kwam de buitenspeler in de opleiding van Sturm Graz terecht. Deze doorliep hij en in 2007 werd hij doorgeschoven naar het eerste elftal. Zijn competitiedebuut voor de club maakte Jantscher op 20 oktober 2007, toen Sturm Graz met 4–1 verloor op bezoek bij Red Bull Salzburg. Zeven minuten voor het einde van het duel kwam hij het veld in als vervanger van Thomas Krammer. Op de twintigste speeldag van het seizoen, op 24 november van datzelfde jaar, speelde Sturm Graz een thuiswedstrijd tegen SC Rheindorf Altach. Jantscher mocht in de basis beginnen en beloonde zijn trainer na tien minuten voor een assist te geven voor de openingstreffer van Mario Haas. Twintig minuten later maakte hij zelf ook nog een doelpunt en na negentig minuten stond de stand 6–1 op het scorebord. Zijn eerste seizoen in het eerste elftal sloot Jantscher af met twaalf competitiewedstrijden, waarin hij tweemaal doel wist te treffen. In de twee seizoenen erna groeide hij uit tot een basisspeler en hij speelde achtereenvolgens achtentwintig en drieëndertig wedstrijden in de Bundesliga.

### Red Bull Salzburg
In de zomer van 2010 stond Jantscher onder interesse van Red Bull Salzburg. Die club was het seizoen ervoor landskampioen geworden, terwijl Sturm Graz op de vierde plaats in de eindrangschikking eindigde. Red Bull besloot de vleugelspeler over te nemen en het betaalde Sturm Graz één miljoen euro. Jantscher tekende een contract voor vier jaar bij zijn nieuwe club. Tijdens de eerste speelronde van het nieuwe seizoen speelde Red Bull tegen Kapfenberger SV en Jantscher mocht van coach Huub Stevens direct in de basis beginnen. Beide teams kwamen niet tot scoren in dit duel. Tijdens de tweede wedstrijd, tegen Rapid Wien (2–1) nederlaag tekende de buitenspeler op aangeven van Joaquín Boghossian voor zijn eerste doelpunt voor zijn nieuwe club, nadat hij ruim een half uur voor tijd was ingevallen voor Dušan Švento. Een wedstrijd later scoorde hij zelfs twee keer en daarnaast gaf hij ook nog een assist op een doelpunt van Boghossian. Uiteindelijk werd met 4–2 gewonnen van FC Admira. In zijn eerste seizoen kwam Jantscher tot vijf doelpunten in achtentwintig wedstrijden. Tijdens zijn tweede jaargang bij Red Bull maakte de vleugelspits veertien doelpunten en daarmee kroonde hij zich tot topscorer van de competitiejaargang, samen met zijn teamgenoot Stefan Maierhofer. In de eerste maanden van het seizoen 2012/13 speelde hij zeven wedstrijden voor Red Bull.
Op 6 september 2012 werd Jantscher voor één seizoen verhuurd aan het Russische Dinamo Moskou, dat een optie tot koop bedong. Hij kwam uiteindelijk tot twintig competitiewedstrijden voor Dinamo. In die duels kwam hij tot één doelpunt. Dinamo lichtte de optie tot koop niet en na afloop van de huurperiode keerde Jantscher terug naar Salzburg.

### N.E.C.
In het seizoen 2013/14 maakte Jantscher de overstap naar N.E.C. waarvoor hij een contract voor twee seizoenen tekende. Voor de Nijmeegse club debuteerde de Oostenrijker op 15 september 2013. Net als de andere twee nieuwe aanwinsten, Marnick Vermijl en Samuel Štefánik, begon Jantscher in de basisopstelling tegen Feyenoord. Hij speelde het gehele duel mee. N.E.C. leek er met de winst vandoor te gaan, maar door een doelpunt van Bruno Martins Indi in de blessuretijd werd het 3–3. Op 5 oktober maakte de vleugelaanvaller zijn eerste doelpunt voor N.E.C. Ondanks dat doelpunt en ook nog een assist van hem, verloren de Nijmegenaren met 4–3 op bezoek bij Go Ahead Eagles. In maart 2014 werd het contract van Jantscher verlengd tot de zomer van 2015. N.E.C. draaide een slecht seizoen en door een gelijkspel op bezoek bij landskampioen AFC Ajax (2–2) werd directe degradatie afgewend. In de play-offs ging het echter alsnog mis. Op bezoek bij Sparta Rotterdam werd met 1–0 verloren en thuis wonnen de Rotterdammers met 1–3. Door deze resultaten degradeerde N.E.C. naar de Jupiler League. Na de degradatie nam de Nijmeegse club afscheid van een groot aantal spelers, waaronder Štefánik, Michael Higdon, Lasse Nielsen, Christoph Hemlein en ook Jantscher.

### FC Luzern
Het Zwitserse FC Luzern nam de Oostenrijkse vleugelspeler over van de Nijmeegse club. Op 27 juli 2014 debuteerde hij voor zijn nieuwe club. Op die dag werd met 3–0 verloren van FC Basel. Jantscher viel na 63 minuten in voor Alain Wiss en kreeg vier minuten later een gele kaart van scheidsrechter Sascha Amhof. Anderhalve maand later, op 14 september, speelde Luzern een uitwedstrijd bij BSC Young Boys. De wedstrijd ging met 3–2 verloren, maar Jantscher (die een kwartier voor tijd gewisseld werd voor Sally Sarr) maakte na vijftig minuten speeltijd de 2–2. Later maakte Young Boys in de naam van Alain Rochat de winnende treffer. In twee volledige seizoenen kwam Jantscher in actie in zevenenveertig competitiewedstrijden, waarin hij tot twaalf doelpunten wist te komen. 

### Caykur Rizespor
In de jaargang 2016/17 speelde de Oostenrijker vier competitiewedstrijden, maar hierna verkaste hij naar Çaykur Rizespor, waar hij zijn handtekening zette onder een verbintenis voor de duur van vier seizoenen. Na de degradatie uit de Süper Lig raakte Jantscher op een zijspoor bij de club en zijn contract werd begin december 2017 ontbonden. Nadat hij al meetrainde met de club, verbond Jantscher zich op 31 januari 2018 opnieuw aan Sturm Graz.
Op 30 augustus 2023 ging hij naar Kitchee SC in Hongkong.

## Clubstatistieken
| Seizoen | Club              | Competitie     | Competitie | Competitie | Beker | Beker | Internationaal | Internationaal | Totaal | Totaal |
| Seizoen | Club              | Competitie     | Wed.       | Dlp.       | Wed.  | Dlp.  | Wed.           | Dlp.           | Wed.   | Dlp.   |
| ------- | ----------------- | -------------- | ---------- | ---------- | ----- | ----- | -------------- | -------------- | ------ | ------ |
| 2007/08 | Sturm Graz        | Bundesliga     | 12         | 2          | 0     | 0     | 0              | 0              | 12     | 2      |
| 2008/09 | Sturm Graz        | Bundesliga     | 28         | 5          | 3     | 0     | 5              | 0              | 36     | 5      |
| 2009/10 | Sturm Graz        | Bundesliga     | 33         | 7          | 5     | 1     | 11             | 1              | 49     | 9      |
| 2010/11 | Red Bull Salzburg | Bundesliga     | 28         | 5          | 1     | 0     | 11             | 1              | 40     | 6      |
| 2011/12 | Red Bull Salzburg | Bundesliga     | 27         | 14         | 5     | 1     | 11             | 3              | 43     | 18     |
| 2012/13 | Red Bull Salzburg | Bundesliga     | 7          | 1          | 1     | 0     | 1              | 1              | 9      | 2      |
| 2012/13 | → Dinamo Moskou   | Premjer-Liga   | 20         | 1          | 3     | 0     | —              | —              | 23     | 1      |
| 2013/14 | Red Bull Salzburg | Bundesliga     | 3          | 0          | 0     | 0     | 1              | 0              | 4      | 0      |
| 2013/14 | N.E.C.            | Eredivisie     | 27         | 3          | 3     | 2     | —              | —              | 30     | 5      |
| 2014/15 | FC Luzern         | Super League   | 33         | 6          | 3     | 2     | —              | —              | 36     | 8      |
| 2015/16 | FC Luzern         | Super League   | 34         | 6          | 3     | 1     | —              | —              | 37     | 7      |
| 2016/17 | FC Luzern         | Super League   | 4          | 0          | 0     | 0     | 2              | 0              | 6      | 0      |
| 2016/17 | Çaykur Rizespor   | Süper Lig      | 28         | 5          | 3     | 0     | —              | —              | 31     | 5      |
| 2017/18 | Çaykur Rizespor   | TFF 1. Lig     | 1          | 0          | 2     | 1     | —              | —              | 3      | 1      |
| 2017/18 | Sturm Graz        | Bundesliga     | 14         | 0          | 3     | 1     | —              | —              | 17     | 1      |
| 2018/19 | Sturm Graz        | Bundesliga     | 12         | 1          | 0     | 0     | 2              | 1              | 14     | 2      |
| 2019/20 | Sturm Graz        | Bundesliga     | 22         | 5          | 4     | 1     | 2              | 0              | 28     | 6      |
| 2020/21 | Sturm Graz        | Bundesliga     | 31         | 9          | 5     | 2     | —              | —              | 36     | 11     |
| 2021/22 | Sturm Graz        | Bundesliga     | 30         | 14         | 3     | 2     | 8              | 4              | 41     | 20     |
| 2022/23 | Sturm Graz        | Bundesliga     | 9          | 1          | 2     | 0     | 3              | 0              | 14     | 1      |
| 2023/24 | Sturm Graz        | Bundesliga     | 1          | 0          | 1     | 0     | 1              | 0              | 3      | 0      |
| 2023/24 | Kitchee SC        | Premier League | 6          | 1          | 9     | 5     | 6              | 4              | 21     | 11     |
| Totaal  | Totaal            | Totaal         | 409        | 86         | 59    | 19    | 64             | 15             | 532    | 121    |

Bijgewerkt op 29 maart 2024.

## Interlandcarrière
Jantscher maakte zijn debuut in het Oostenrijks voetbalelftal op 6 juni 2009. Op die dag werd een kwalificatiewedstrijd voor het WK 2014 tegen Servië met 1–0 verloren. Nenad Milijaš tekende in de zevende minuut voor de enige treffer in het duel. Bondscoach Dietmar Constantini van de Oostenrijkers liet Jantscher in de basis beginnen en de vleugelspits speelde het gehele duel mee. Centrumverdediger Aleksandar Dragović (Austria Wien) debuteerde ook voor Oostenrijk deze wedstrijd. Op 18 november 2009 speelde Oostenrijk een vriendschappelijke wedstrijd tegen Spanje. In de achtste minuut zette Jantscher zijn land op voorsprong tegen de regerend Europees kampioen, maar daarna scoorden Cesc Fàbregas, David Villa (tweemaal), Daniel Guïza en Pablo Hernández, waardoor Oostenrijk alsnog met 1–5 ten onder ging. Na zijn zestiende interland, op 14 augustus 2013, werd Jantscher twee jaar niet opgeroepen, maar op 5 september 2015 maakte hij zijn rentree in het Oostenrijkse nationale elftal. Drie dagen later, op 8 september 2015 won Oostenrijk een kwalificatiewedstrijd voor het EK 2016 tegen Zweden met 1–4 door doelpunten van David Alaba, Martin Harnik (tweemaal) en Marc Janko. Zlatan Ibrahimović maakte nog een tegendoelpunt, maar dat mocht niet meer baten voor de Zweden. Door deze overwinning was Oostenrijk zeker van plaatsing voor het EK in Frankrijk. Jantscher maakte deel uit van de drieëntwintigkoppige selectie die namens Oostenrijk naar het EK in Frankrijk ging. Oostenrijk verloor de eerste wedstrijd met 0–2 van Hongarije. Tegen Portugal werd doelpuntloos gelijk gespeeld en tegen IJsland verloor Oostenrijk met 1–2. Daarom moest Oostenrijk als nummer laatst in de groep naar huis. Jantscher speelde alleen twaalf minuten mee tegen IJsland, als invaller voor Marcel Sabitzer.
| Interlands van Jakob Jantscher voor Oostenrijk | Interlands van Jakob Jantscher voor Oostenrijk | Interlands van Jakob Jantscher voor Oostenrijk | Interlands van Jakob Jantscher voor Oostenrijk | Interlands van Jakob Jantscher voor Oostenrijk | Interlands van Jakob Jantscher voor Oostenrijk |
| №                                              | Datum                                          | Wedstrijd                                      | Uitslag                                        | Competitie                                     | Goals                                          |
| Als speler bij Sturm Graz                      | Als speler bij Sturm Graz                      | Als speler bij Sturm Graz                      | Als speler bij Sturm Graz                      | Als speler bij Sturm Graz                      | Als speler bij Sturm Graz                      |
| ---------------------------------------------- | ---------------------------------------------- | ---------------------------------------------- | ---------------------------------------------- | ---------------------------------------------- | ---------------------------------------------- |
| 1.                                             | 6 juni 2009                                    | Servië – Oostenrijk                            | 1 – 0                                          | WK 2010 kwalificatie                           |                                                |
| 2.                                             | 12 augustus 2009                               | Oostenrijk – Kameroen                          | 0 – 2                                          | Vriendschappelijk                              |                                                |
| 3.                                             | 5 september 2009                               | Oostenrijk – Faeröer                           | 3 – 1                                          | WK 2010 kwalificatie                           |                                                |
| 4.                                             | 9 september 2009                               | Roemenië – Oostenrijk                          | 1 – 1                                          | WK 2010 kwalificatie                           |                                                |
| 5.                                             | 14 oktober 2009                                | Frankrijk – Oostenrijk                         | 3 – 1                                          | WK 2010 kwalificatie                           |                                                |
| 6.                                             | 18 november 2009                               | Oostenrijk – Spanje                            | 1 – 5                                          | Vriendschappelijk                              | 8'                                             |
| Als speler bij Red Bull Salzburg               |                                                |                                                |                                                |                                                |                                                |
| 7.                                             | 11 augustus 2010                               | Oostenrijk – Zwitserland                       | 0 – 1                                          | Vriendschappelijk                              |                                                |
| 8.                                             | 7 september 2010                               | Oostenrijk – Kazachstan                        | 2 – 0                                          | EK 2012 kwalificatie                           |                                                |
| 9.                                             | 17 november 2010                               | Oostenrijk – Griekenland                       | 1 – 2                                          | Vriendschappelijk                              |                                                |
| 10.                                            | 15 augustus 2012                               | Oostenrijk – Turkije                           | 2 – 0                                          | Vriendschappelijk                              |                                                |
| Als speler van Dinamo Moskou                   |                                                |                                                |                                                |                                                |                                                |
| 11.                                            | 11 september 2012                              | Oostenrijk – Duitsland                         | 1 – 2                                          | WK 2014 kwalificatie                           |                                                |
| 12.                                            | 12 oktober 2012                                | Kazachstan – Oostenrijk                        | 0 – 0                                          | WK 2014 kwalificatie                           |                                                |
| 13.                                            | 16 oktober 2012                                | Oostenrijk – Kazachstan                        | 4 – 0                                          | WK 2014 kwalificatie                           |                                                |
| 14.                                            | 14 november 2012                               | Oostenrijk – Ivoorkust                         | 0 – 3                                          | Vriendschappelijk                              |                                                |
| 15.                                            | 6 februari 2013                                | Wales – Oostenrijk                             | 2 – 1                                          | Vriendschappelijk                              |                                                |
| Als speler bij Red Bull Salzburg               |                                                |                                                |                                                |                                                |                                                |
| 16.                                            | 14 augustus 2013                               | Oostenrijk – Griekenland                       | 0 – 2                                          | Vriendschappelijk                              |                                                |
| Als speler bij FC Luzern                       |                                                |                                                |                                                |                                                |                                                |
| 17.                                            | 5 september 2015                               | Oostenrijk – Moldavië                          | 1 – 0                                          | EK 2016 kwalificatie                           |                                                |
| 18.                                            | 8 september 2015                               | Zweden – Oostenrijk                            | 1 – 4                                          | EK 2016 kwalificatie                           |                                                |
| 19.                                            | 9 oktober 2015                                 | Montenegro – Oostenrijk                        | 2 – 3                                          | EK 2016 kwalificatie                           |                                                |
| 20.                                            | 17 november 2015                               | Oostenrijk – Zwitserland                       | 1 – 2                                          | Vriendschappelijk                              |                                                |
| 21.                                            | 29 maart 2016                                  | Oostenrijk – Turkije                           | 1 – 2                                          | Vriendschappelijk                              |                                                |
| 22.                                            | 4 juni 2016                                    | Oostenrijk – Nederland                         | 0 – 2                                          | Vriendschappelijk                              |                                                |
| 23.                                            | 22 juni 2016                                   | IJsland – Oostenrijk                           | 2 – 1                                          | EK 2016                                        |                                                |

Bijgewerkt op 3 september 2016.

## Erelijst
| Competitie        |            |            |            |            |
| Competitie        | Aantal     | Jaren      |            |            |
| Sturm Graz        | Sturm Graz | Sturm Graz | Sturm Graz | Sturm Graz |
| ----------------- | ---------- | ---------- | ---------- | ---------- |
| ÖFB Cup           | 1x         | 2009/10    |            |            |
| Red Bull Salzburg |            |            |            |            |
| Bundesliga        | 1x         | 2011/12    |            |            |
| ÖFB Cup           | 1x         | 2011/12    |            |            |